# ジョー・マンテル
ジョー・マンテル（Joe Mantell,  1915年12月21日 - 2010年9月29日）は、アメリカ合衆国の俳優である。

## 来歴
1915年、ニューヨーク市のブルックリン区に生まれる。オーストリアから移民した家系だった。1949年に『秘密調査員』でノークレジットながら映画デビュー。1955年に出演した『マーティ』では、主人公マーティの友人であるアンジーを好演。同役の演技が高く評価され、翌1956年のアカデミー助演男優賞にノミネートされた。その後も、テレビドラマや映画などジャンルを問わず様々な作品に出演してコンスタントにキャリアを構築させ、1963年にはアルフレッド・ヒッチコック監督の『鳥』などへも出演している。それ以降は主にテレビドラマを中心に活躍を続け、1990年に事実上俳優を引退するまで様々な作品に貢献した。

### 死去
2010年、カリフォルニア州ロサンゼルスのターザナで肺炎の合併症により死去。94歳だった。

## 出演作品

### 映画
- 秘密調査員 The Undercover Man (1949) ※ノークレジット
- Barbary Pirate (1949)
- ニューヨーク港 Port of New York (1949) ※ノークレジット
- And Baby Makes Three (1949)
- マーティ Marty (1955)
- Storm Center (1956)
- ボー・ジェームス Beau James (1957)
- 底抜け一等兵 The Sad Sack (1957)
- 水兵さんは暇がない Onionhead (1958)
- 翼の男 The Crowded Sky (1960)
- Tom, Dick and Harry (1960)
- 鳥 The Birds (1963)
- Mister Buddwing (1966)
- 戦略大作戦 Kelly's Heroes (1970)
- チャイナタウン Chinatown (1974)
- They Only Come Out at Night (1975) ※テレビ映画
- Blame It on the Night (1984)
- Movers & Shakers (1985)
- 黄昏のチャイナタウン The Two Jakes (1990)

### テレビドラマ
- Public Prosecutor (1947)
- サスペンス Suspense (1951)
- Inner Sanctum (1954)
- The Elgin Hour (1955)
- スタジオ・ワン Studio One (1955)
- ヒッチコック劇場 Alfred Hitchcock Presents (1955, 1957)
- クラフト・テレビジョン・シアター Kraft Television Theatre (1956)
- クライマックス! Climax! (1956, 1957, 1958)
- ザ・ミリオネア The Millionaire (1959)
- アルコア・シアター Alcoa Theatre (1959)
- 世にも不思議な物語 One Step Beyond (1959)
- アンタッチャブル The Untouchables (1959, 1960)
- 私立探偵ローガン The Man from Blackhawk (1960)
- ローリング20 The Roaring 20's (1960)
- チェックメイト Checkmate (1960)
- The Detectives (1960, 1961)
- ミステリー・ゾーン（トワイライト・ゾーン） Twilight Zone (1960, 1963)
- Pete and Gladys (1961, 1962)
- コンバット! Combat! (1962)
- Sam Benedict (1962)
- Don't Call Me Charlie (1963)
- ミスター・ノバック Mr. Novak (1963)
- Arrest and Trial (1964)
- ジェミーの冒険旅行 The Travels of Jaimie McPheeters (1964)
- パパ大好き My Three Sons (1964)
- ドクター・キルデア Dr. Kildare (1964)
- バージニアン The Virginian (1965)
- スパイ大作戦 Mission: Impossible (1966)
- 0011ナポレオン・ソロ The Man from U.N.C.L.E. (1966, 1967)
- マニックス Mannix (1967, 1968, 1969)
- 弁護士ジャッド Judd for the Defense (1968)
- 鬼警部アイアンサイド Ironside (1969, 1970)
- FBIアメリカ連邦警察 The F.B.I. (1970)
- 弁護士ペトロチェリー Petrocelli (1974)
- 事件記者ルー・グラント Lou Grant (1977)
- ファンタジー・アイランド Fantasy Island (1978)
- Blind Ambition (1979)
- 探偵ハート Hart to Hart (1980)
- Barney Miller (1982)